# Nightwork (band)
Nightwork was een Tsjechische band uit Praag. De band ontstond in 2005 en hield in 2013 op te bestaan.

## Bandleden

### Huidige bandleden
- František Soukop – Keyboard
- Jakub Prachař – Gitaar
- Vojtěch Dyk – Zang
- Jan Maxián – Piano
- Jakub Antl – Basgitaar
- Ondřej Sluka – Drums

### Voormalige bandleden
- Radim Genčev – Basgitaar
- Ondřej Kollár – Drums
- Lusy V. Zubková – Zang

## Discografie

### Studioalbums
- 2007 – Respectmaja
- 2010 – Tepláky aneb kroky Františka Soukupa

### Compilatiealbum
- 2006 – Prachy dělaj člověka
- 2006 – Experti
- 2006 – Panic je nanic
- 2008 – Respectmaja reedition
- 2012 – Signál / OST

### DVD
- 2011 – Nightwork Live